# Ganaspis assimilis
Ganaspis assimilis is een vliesvleugelig insect uit de familie van de Figitidae. De wetenschappelijke naam van de soort is voor het eerst geldig gepubliceerd in 1966 door Belizin.